# Epuraea oblonga
Epuraea oblonga är en skalbaggsart som först beskrevs av Herbst 1793.  Epuraea oblonga ingår i släktet Epuraea, och familjen glansbaggar. Enligt den svenska rödlistan är arten nära hotad i Sverige. Arten förekommer i Götaland, Svealand, Nedre Norrland och Övre Norrland. Artens livsmiljö är skogslandskap.